# 음성 감곡성당 소장유물
음성 감곡성당 소장유물(陰城 甘谷聖堂 所藏遺物)은 충청북도 음성군 감곡면에 있는 일제강점기의 유물이다. 2002년 12월 6일 충청북도의 유형문화재 제219호로 지정되었다.

## 개요
음성군 감곡성당에 소장되어 있는 유물로, 예수 성심기 1점과 성모 성심기 1점 등 총 2점이다.
예수 성심기와 성모 성심기는 1914년 제1회 성체거동행사때와 매년 성모성심축일에 종교행사용으로 사용하고자 비단천에 동양자수를 놓아 제작하였다.
예수 성심기(가로 106cm·세로 173cm)와 성모 성심기(가로 106cm·세로 177cm)는 앞면에 부조(浮彫)로 수를 놓았는데, 성체 속에 예수 그리스도를 보호하고 성체에 대한 신앙심을 고양한 것으로 보존상태가 양호한 편은 아니다.
이 두 성심기는 현재도 매년 10월 감곡천주교회에 열리는 청주교구 성체대회때 사용하고 있으며, 형태·규모·의식 등이 특이하여 한국 천주교 연구 및 자수법 연구에 희귀한 자료이다.

## 같이 보기
- 음성 감곡성당 - 충청북도 유형문화재 제188호

## 참고 자료
- 음성 감곡성당 소장유물 - 국가유산청 국가유산포털